# Казанский сельсовет (Башкортостан)
Казанский сельсовет — муниципальное образование в муниципальном районе Альшеевский район Республики Башкортостан Российской Федерации.
Согласно «Закону о границах, статусе и административных центрах муниципальных образований в Республике Башкортостан» имеет статус сельского поселения.

## История
Закон Республики Башкортостан «Об изменениях в административно-территориальном устройстве
Республики Башкортостан, изменениях границ и преобразованиях муниципальных образований в Республике Башкортостан», ст. 1, ч.188 (часть сто восемьдесят восьмая введена Законом РБ от 21.06.2006 № 329-з)   гласит:

188.Изменить границы Ташлинского и Казанского сельсоветов Альшеевского района согласно представленной схематической карте, передав село Урняк Ташлинского сельсовета Альшеевского района в состав территории Казанского сельсовета Альшеевского района. 
— gsrb.ru/MainLeftMenu/ZakonoTvorch/Zakoni/125-2004.php
.

## Население
| 2002 | 2009  | 2010 | 2012 | 2013 | 2014 | 2015 |
| ---- | ----- | ---- | ---- | ---- | ---- | ---- |
| 1127 | ↗1228 | ↘977 | ↘927 | ↘881 | ↘841 | ↘819 |
| 2016 | 2017  | 2018 | 2019 | 2020 |      |      |
| ↘805 | ↘793  | ↘777 | ↘750 | ↘709 |      |      |

## Состав сельского поселения
| № | Населённый пункт | Тип населённого пункта       | Население |
| - | ---------------- | ---------------------------- | --------- |
| 1 | Казанка          | село, административный центр | ↘350      |
| 2 | Староаккулаево   | деревня                      | ↘232      |
| 3 | Малоаккулаево    | деревня                      | ↘138      |
| 4 | Урняк            | село                         | ↘149      |
| 5 | Фань             | деревня                      | ↘108      |

До 2005 года в состав входили посёлок Чудо и деревня Сеятель, упразднённые согласно Закону «О внесении изменений в административно-территориальное устройство Республики Башкортостан в связи с образованием, объединением, упразднением и изменением статуса населенных пунктов, переносом административных центров» от 20 июля 2005 года № 211-з.